# Chennevières-sur-Marne

Chennevières-sur-Marne este o comună în departamentul Val-de-Marne, Franța. În 2009 avea o populație de 18,083 de locuitori.